# San Marino en los Juegos Olímpicos de Londres 2012
San Marino estuvo representado en los Juegos Olímpicos de Londres 2012 por cuatro deportistas, un hombre y tres mujeres, que compitieron en cuatro deportes.
La portadora de la bandera en la ceremonia de apertura fue la tiradora Alessandra Perilli. El equipo olímpico sanmarinense no obtuvo ninguna medalla en estos Juegos.